# Sergei Borissowitsch Schuplezow
Sergei Borissowitsch Schuplezow (russisch Сергей Борисович Шуплецов; englisch Sergey Shupletsov, * 25. April 1970 in Tschussowoi, Oblast Perm, Russische SFSR, Sowjetunion; † 14. Juli 1995 in La Clusaz, Frankreich) war ein russischer Freestyle-Skier.

## Werdegang
Schuplezow debütierte im Januar 1990 im Weltcup und errang dabei in Mont Gabriel den 26. Platz im Ballett-Wettbewerb. Im selben Monat erreichte er in der Kombination in Lake Placid mit dem dritten Platz seine erste Podestplatzierung im Weltcup. Es folgte in La Clusaz der fünfte Platz in der Kombination und zum Saisonende der sechste Rang im Kombinations-Weltcup. Zu Beginn der Saison 1990/91 holte er in der Kombination in La Plagne seinen ersten Weltcupsieg. Im weiteren Saisonverlauf belegte er jeweils den zweiten Platz in der Kombination in Tignes und im Moguls-Wettbewerb in Pyhätunturi und erreichte damit den siebten Platz im Kombinations-Weltcup. Beim Saisonhöhepunkt den Freestyle-Skiing-Weltmeisterschaften 1991 in Lake Placid gewann er die Goldmedaille in der Kombination. Zudem errang er den 23. Platz im Aerias, den 14. Platz im Ballett und den vierten Platz im Moguls. In der folgenden Saison kam er im Weltcup viermal unter die ersten Zehn, darunter Platz drei in der Kombination in Altenmarkt im Pongau und erreichte zum Saisonende den sechsten Platz im Kombinations-Weltcup. Bei den Olympischen Winterspielen 1992 in Albertville belegte er den 12. Platz im Moguls. In der Saison 1992/93 kam er bei allen Teilnahmen an Kombination-Weltcups aufs Podest. Er holte zwei Weltcupsiege und errang zudem zweimal den zweiten und einmal den dritten Platz. Beim Saisonhöhepunkt den Freestyle-Skiing-Weltmeisterschaften 1993 in Altenmarkt im Pongau gewann er die Goldmedaille in der Kombination. Außerdem belegte er den 27. Platz im Aerials, den 17. Rang im Ballett und den achten Platz im Moguls. Die Saison beendete er auf dem vierten Platz im Kombinations-Weltcup. In der Saison 1993/94 erreichte er im Weltcup 13 Podestplatzierungen, darunter zweimal den dritten und siebenmal den zweiten Platz. Er siegte in Blackcomb und in Meiringen im Moguls und gewann in Meiringen ebenfalls in der Kombination. Bei den Olympischen Winterspielen 1994 in Lillehammer holte er die Silbermedaille im Moguls. Zum Saisonende errang er im Moguls und im Kombinations-Weltcup jeweils den zweiten Platz und im Gesamtweltcup den ersten Platz. In der Saison 1994/95 nahm er im Weltcup nur an Moguls-Wettbewerben teil. Dabei siegte er sechsmal und belegte zweimal den zweiten Platz und gewann damit den Moguls-Weltcup. Bei den Freestyle-Skiing-Weltmeisterschaften 1995 in La Clusaz gewann er die Bronzemedaille im Moguls-Wettbewerb. Im Gesamtweltcup wurde er Sechster. Im Juli 1995 starb Schuplezow in La Clusaz nach einem Motorradunfall.

## Weltcupsiege
Schuplezow erreichte 32 Podestplätze, davon 12 Siege:
| Nr. | Datum             | Ort          | Disziplin   |
| --- | ----------------- | ------------ | ----------- |
| 1.  | 2. Dezember 1990  | La Plagne    | Kombination |
| 2.  | 12. Dezember 1992 | Tignes       | Kombination |
| 3.  | 19. Dezember 1992 | Piancavallo  | Kombination |
| 4.  | 8. Januar 1994    | Blackcomb    | Moguls      |
| 5.  | 12. März 1994     | Meiringen    | Moguls      |
| 6.  | 13. März 1994     | Meiringen    | Kombination |
| 7.  | 15. Dezember 1994 | Tignes       | Moguls      |
| 8.  | 7. Januar 1995    | Blackcomb    | Moguls      |
| 9.  | 14. Januar 1995   | Breckenridge | Moguls      |
| 10. | 21. Januar 1995   | Le Relais    | Moguls      |
| 11. | 27. Januar 1995   | Lake Placid  | Moguls      |
| 12. | 22. Februar 1995  | Kirchberg    | Moguls      |

## Weltcup-Gesamtplatzierungen
| Saison  | Gesamt | Gesamt | Aerials | Aerials | Ballett | Ballett | Moguls | Moguls | Kombination | Kombination |
| Saison  | Punkte | Platz  | Punkte  | Platz   | Punkte  | Platz   | Punkte | Platz  | Punkte      | Platz       |
| ------- | ------ | ------ | ------- | ------- | ------- | ------- | ------ | ------ | ----------- | ----------- |
| 1989/90 | 13     | 46.    | 5       | 43.     | 8       | 34.     | 32     | 29.    | 36          | 6.          |
| 1990/91 | 17     | 35.    | 6       | 53.     | 23      | 29.     | 67     | 22.    | 41          | 7.          |
| 1991/92 | 11     | 50.    | 5       | 44.     | 6       | 37.     | 66     | 23.    | 13          | 6.          |
| 1992/93 | 62     | 31.    | 64      | 36.     | 212     | 23.     | 188    | 29.    | 484         | 4.          |
| 1993/94 | 158    | 1.     | 36      | 41.     | 476     | 13.     | 748    | 2.     | 580         | 2.          |
| 1994/95 | 99     | 6.     | -       | -       | -       | -       | 696    | 1.     | -           | -           |